# Tre Demps
Delano Jerome "Tre" Demps III (San Antonio (Texas), 21 de mayo de 1993) es un exbaloncestista estadounidense. Con 1,91 metros de estatura, jugaba indistintamente en las posiciones de escolta o alero. Es hijo del exjugador de baloncesto profesional y ex gerente general de los New Orleans Pelicans, Dell Demps. Demps ahora trabaja como analista en la cadena Big Ten Network.

## Trayectoria deportiva
Jugó cuatro temporadas con los Northwestern Wildcats y tras no ser finalmente elegido en el Draft de la NBA de 2016, firmó con el Belfius Mons-Hainaut con el que debutaría como profesional en Europa y jugaría durante dos temporadas.
En verano de 2018 se compromete con el Vanoli Cremona de la LEGA para jugar la temporada 2018-19.